# フォレスト・ミムズ
フォレスト・M・ミムズ3世（Forrest M. Mims III、1944年 - ）は、アメリカ合衆国のアマチュア科学者であり、雑誌のコラムニストである。最初にラジオシャックで販売が開始され、人気となった入門書であるGetting Started in Electronics（エレクトロニクスをはじめよう）やEngineer's Mini-Notebook（エンジニアのミニノート）シリーズの著者である。
ミムズは1966年にテキサスA&M大学を卒業し、アメリカ空軍の下士官になった。大学では政治学などを専攻し、正式な科学の専門教育を受けていないが、それでも科学関連の著作をし、研究者、講演者、コラムニストとしてのキャリアを歩んできた。ミムズの電子工学の著書のシリーズは700万部以上を売り上げ、世界で最も多作な市民科学者の一人として広く知られている。ミムズは、自分で設計・製作した機器を使って多くの分野で科学的研究を行っており、多くの査読付き論文誌に専門の科学者との共著で論文を発表している。彼の研究の多くは、生態学や環境科学を扱ったものである。オゾン層の測定のために開発した装置が1993年にロレックス賞を受賞した。2008年12月、『ディスカバー』誌はミムズを"50 Best Brains in Science"（科学界で最も優れた50の頭脳）の1人に選出した。
ミムズは2003年から2010年まで、アマチュア科学者協会の機関誌「The Citizen Scientist」の編集者だった。また、テキサス科学アカデミーの環境科学部門の部門長も務めている。ハワイのキリスト教系非認定大学であるユニバーシティー・オブ・ザ・ネイションズで電子工学と大気科学を教えている。彼は、IEEE、全米科学教育者協会などいくつかの科学協会の会員である。ミムズはインテリジェント・デザインの提唱者であり、国際複雑性・情報・デザイン学会とディスカバリー研究所のフェローである。また、人為的な地球温暖化にも懐疑的である。

## 若年期と教育
フォレスト・ミムズは1944年にテキサス州ヒューストンで生まれた。5人兄弟（男2人、女3人）の最年長である。父のフォレスト・M・ミムズ・ジュニアは空軍のパイロットで、一家はアラスカ州からフロリダ州まで各地の空軍基地を転々としたが、故郷はテキサス州だった。

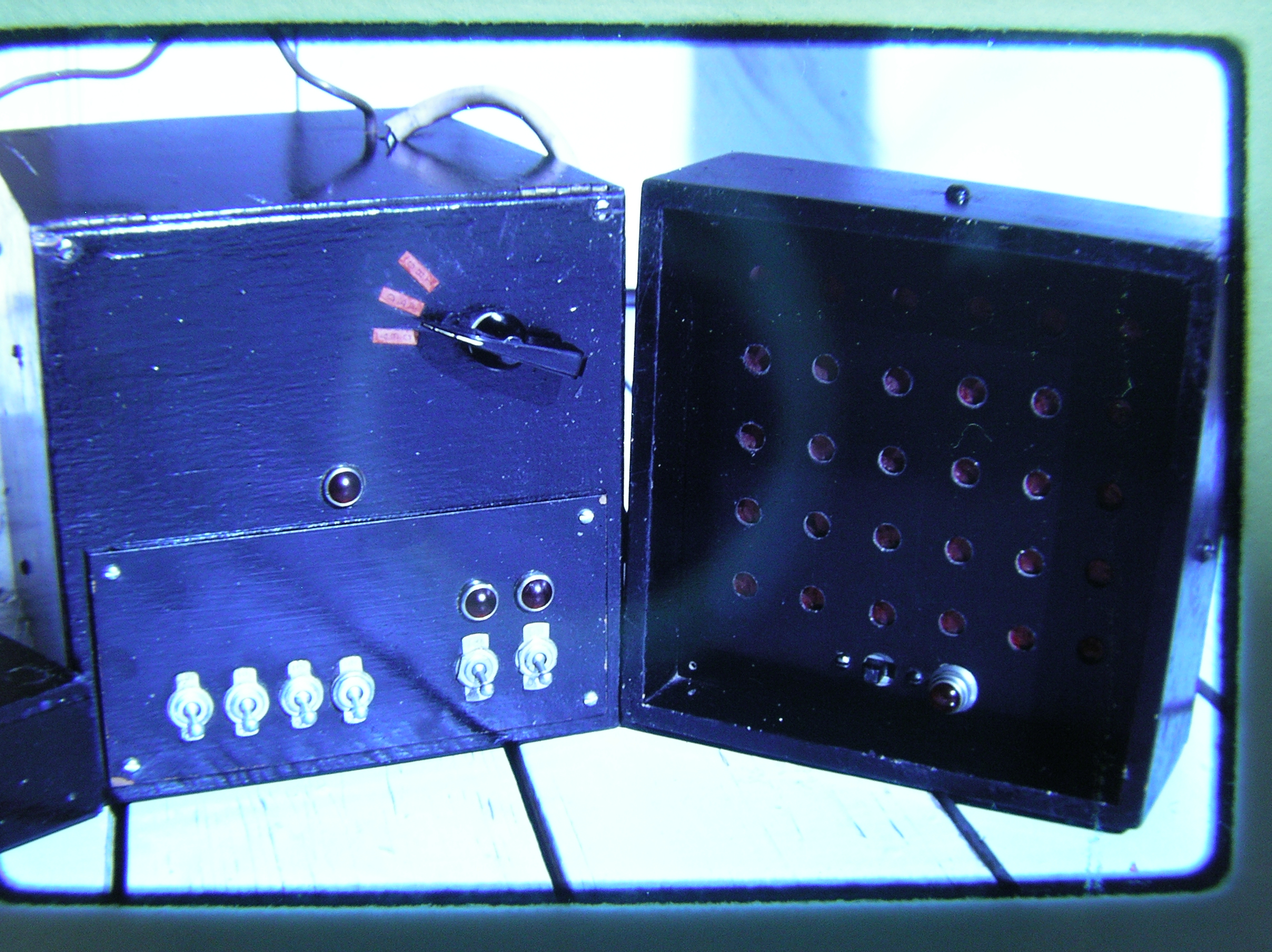
ミムズが高校時代に作った言語翻訳機。右が出力パネル。入力パネルは画面外にあって写っていない。

幼い頃から科学に興味を持っていたミムズは、1960年に高校の科学展に出展するためにアナログ計算機を作った。彼は、ラテン語の授業で出てくる単語を暗記しているときに、20個の単語をある言語から別の言語に翻訳できる計算機を考えた。入力は6つのポテンショメータ（可変抵抗器）で、それぞれ26文字のダイヤルを持っていた。ポテンショメータで単語の最初の6文字を入力すると、合計の電気抵抗が設定される。計算機に単語を記憶させるメモリは20個の半固定抵抗器からなり、ドライバー（ねじ回し）で設定可能だった（ミムズはこれを後に、Screwdriver-Programmable Read Only Memory（SPROM、ねじ回しでプログラム可能なROM）と呼んだ）。メモリは、入力された単語の抵抗値と各メモリの抵抗値を比較するモータ駆動のスイッチによって検索された。一致するものが見つかるとモータが停止し、20個の出力ランプのうちの1個が点灯する。これは実用的な言語翻訳機ではなかったが、1960年代初頭の科学展において印象的なプロジェクトだった。ミムズは後に、『モダン・エレクトロニクス』1987年12月号に、この自作のアナログ計算機を回路図と写真付きで紹介する記事を書いた。
ミムズは、1962年秋にテキサスA&M大学に入学した。当初は物理学を専攻していたが、数学の授業でリベラル・アーツを専攻するように勧められた。ミムズは政府学を専攻、英語と歴史を副専攻として、1966年に大学を卒業した。1964年から、テキサスA&M大学は女性が入学できるようになり、士官候補生団への入隊は任意となった。
ミムズは、大学在学中から電子工学を趣味とするようになった。彼の曽祖父は目が見えなかったため、ミムズは目の不自由な人のための移動支援装置を開発することにした。この装置の仕組みはレーダーに似ている。当時開発されたばかりの赤外線発光ダイオード(LED)を使用して、強力な赤外線のパルスを発射する。障害物で反射して戻ってきた光は、障害物までの距離が短いほど強くなるので、光の強さを音声の大きさに変換した。この赤外線LEDは、1965年にテキサス・インスツルメンツ(TI)社から発売されたばかりで、1個365ドルで販売されていた。ミムズはTI社のエドウィン・ボーニン博士を訪ね、この装置の説明を行った。ボーニンは、その設計を検討した後、ミムズに赤外線LEDを3個贈った。
ミムズは、1966年4月にオースティンで開催されたテキサス州医師会の年次大会でこの装置の試作品を展示した。ミムズは、テキサスA&M大学士官候補生隊の制服を着て、大会の参加者に「電子眼」を披露した。ミムズと彼の装置はテキサスの新聞で広く報道された。『サンアントニオ・ライト』紙は「A&M大学で政治学を専攻しているが、ミムズの第二の関心は明らかに『科学と発明』である」と書いている。ミムズは、その後数年にわたってこの装置を改良し続けた。『ポピュラーメカニクス』1972年8月号では、この装置を眼鏡に装着する方法を説明している。

## 空軍

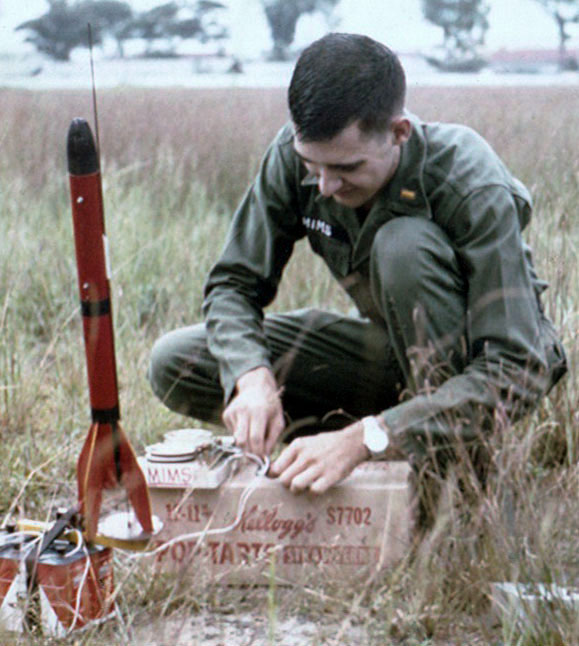
自作のラジコン式ラム航空飛行制御システムを搭載したエスティス社のモデルロケット・ビッグバーサの打ち上げ準備をしているフォレスト・ミムズ（1967年、ベトナム・サイゴン近郊にて）

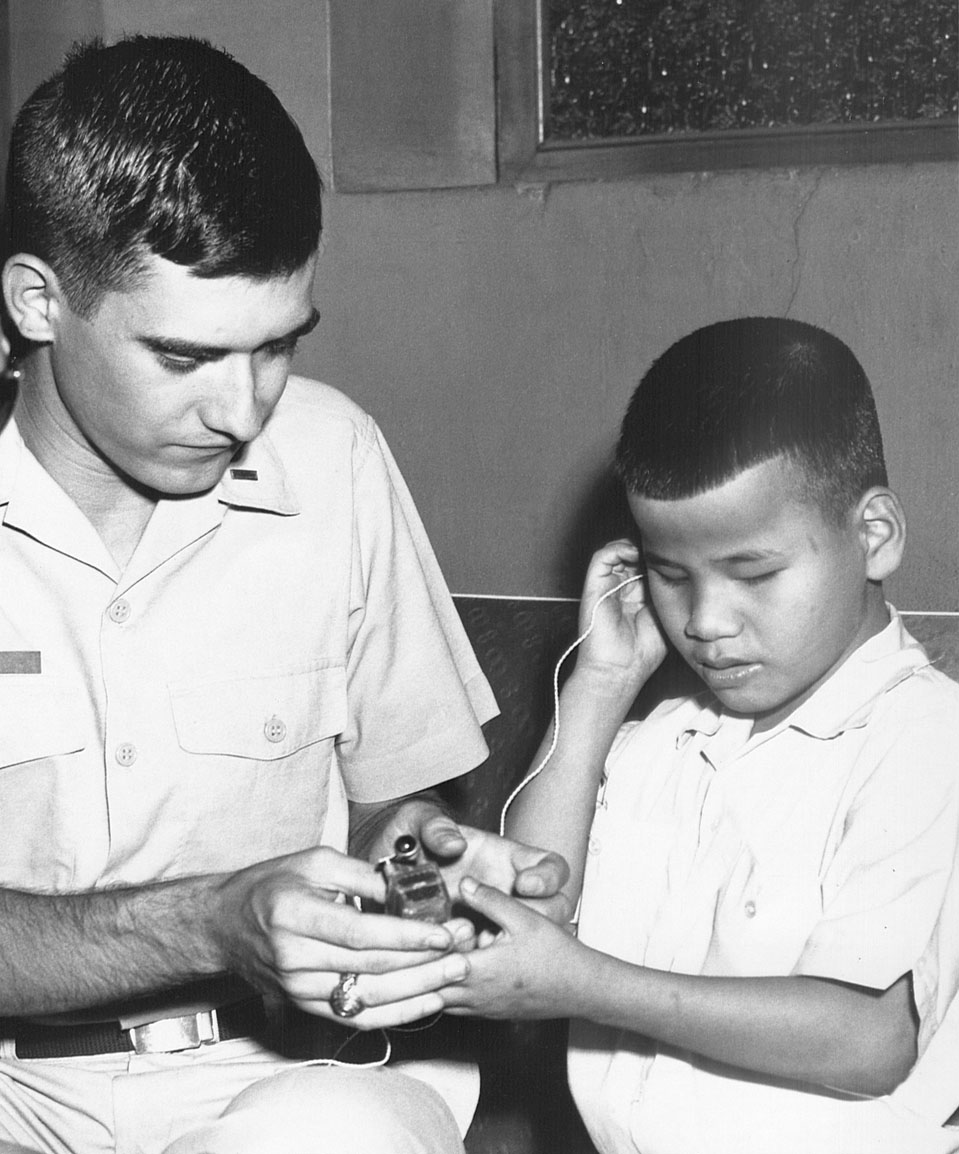
1967年、サイゴン盲学校で赤外線障害物感知装置のデモを行うフォレスト・ミムズ

1966年にテキサスA&M大学を卒業したミムズはアメリカ空軍に入隊して上等兵となり、1967年初頭に情報将校としてベトナムのサイゴン近郊にあるタンソンニャット空軍基地に配属された。ミムズは高校時代からモデルロケットに興味を持っており、ベトナムにもロケットを持ち込んだ。彼は近くの競馬場をロケット誘導システムをテストするための発射場として使用した。ここでロケットを打ち上げていた所、陸軍のヘリコプター・ガンシップが確認のために飛んできたため、それ以降は、競馬場からの発射の前に軍当局に通知するようにした。しかし、彼がアパートの屋上から夜間にロケットを打ち上げたとき、タンソンニャット航空基地で警報が発令された。ミムズのロケット打ち上げは、軍の新聞『星条旗新聞』で報じられた。
ミムズはサイゴン盲学校で赤外線障害物感知装置の実験を行い、多くのアメリカの新聞で報じられた。空軍兵器研究所のデビッド・R・ジョーンズ大佐は、ベトナムへの視察中にミムズの実験を知り、ミムズをニューメキシコ州アルバカーキの兵器研究所に配属するよう手配した。必要とされる工学の学位をミムズが持っていなかったため、ジョーンズ大佐は特別な手配をしなければならなかった。ミムズは1968年3月に研究所に着任し、レーザーに関する研究に取り組んだ。
ミムズは、学生にモデルロケットに興味を持ってもらうために、アルバカーキ・モデルロケット・クラブを結成した。クラブにはすぐに40人のメンバーが集まり、デルノルテ高校とアルバカーキアカデミーで会合が開かれた。1969年7月には、イースタン・ニューメキシコ大学で開催された南西部モデルロケット・カンファレンスに数人のクラブのメンバーが参加した。『モデル・ロケットリー』誌の発行者であるジョージ・フリン(George Flynn)もこの大会に出席し、ミムズらクラブのメンバーの何人かにインタビューを行った。クラブの会長の高校生・フォード・デイビスは、クラブが開発した、飛行中のモデルロケットからデータを中継できる小型無線送信機について発表した。クラブの上級顧問のミムズは、クラブで使用している様々なセンサーやテレメトリー装置についてフリンに話した。フリンはミムズに「夜間に打ち上げるモデルロケットのためのトランジスタ化された追跡灯」についての記事を書くよう依頼し、『モデル・ロケットリー』1969年9月号に掲載された。ミムズはこのプロのライターとしての初めての記事で93.50ドルの原稿料をもらい、以降、『モデル・ロケットリー』誌に定期的に寄稿した。

## MITS社
兵器研究所の同僚のエド・ロバーツも、ミムズと同様に電子工学とモデルロケットに興味を持っていた。ロバーツは入隊兵の薄給を補うため、1人でリライアンス・エンジニアリング社を設立し、非番の時に仕事をしていた。ミムズ、ロバーツと他の2人の同僚は、ホビイスト向けのモデルロケットの電子機器キットを設計・販売することを決めた。『モデル・ロケットリー』1969年12月号に、ミムズが書いたプレスリリースが掲載され、リライアンス・エンジニアリング社が子会社のMicro Instrumentation and Telemetry Systems(MITS)を設立したことを発表した。彼らは自宅やガレージでテレメトリーモジュールを設計・製造したが、数百個しか売れなかった。
ミムズはLEDの新技術に精通していたため、『ポピュラーエレクトロニクス』誌に特集記事を掲載することができた。『モデル・ロケットリー』誌の発行部数が1万5千部なのに対し、『ポピュラーエレクトロニクス』誌の発行部数は40万部だった。ミムズが書いた5ページの記事は、LEDの物理学と典型的な利用法の概要を説明するもので、1970年11月号の表紙を飾った。ミムズは編集者に、MITS社の製品に関する記事も要るかどうか尋ね、同意を得た。ロバーツとミムズは、数百フィート離れた受信機に赤外線ビームで音声を送信するLED通信機・オプティコムを開発した。MITS社は『ポピュラーエレクトロニクス』誌の読者向けに、オプティコムのキットを15ドルで販売し、100セット程度が売れた。原稿料として400ドルを受け取ったが、オプティコムのキットでは儲けが出なかった。
ミムズは空軍を退役し、テクノロジーライターを本業にしたいと考えていた。ロバーツは他の3人のビジネスパートナーの出資分を買い取り、電子計算機の新興市場にMITS社の資源を集中させた。『ポピュラーエレクトロニクス』1975年1月号の表紙には、ロバーツが製作したパーソナルコンピュータ・Altair 8800が掲載された。ロバーツは、Altair 8800のユーザーズマニュアルの執筆をミムズに依頼し、その原稿料代わりとして、組み立て済みのAltairがミムズに贈られた。そのAltairは、多くのMITS関連の文書や彼が高校時代に作った言語翻訳装置とともに、1987年にスミソニアン博物館の国立アメリカ歴史博物館に寄贈された。

## 著述家
ミムズは半導体レーザーや発光ダイオードに関する技術書を執筆した。1974年には、友人のエド・ロバーツと電子計算機に関する本を共著した。
『ポピュラーエレクトロニクス』誌の技術編集者であるレス・ソロモンは、同誌の寄稿者とよく会っていた。1970年8月に休暇でアメリカ南西部へ行ったとき、彼はニューメキシコ州のフォレスト・ミムズとエド・ロバーツを訪ねた。ソロモンは彼らにLED通信機「オプティコム」などのキットの販売についてアドバイスをしたが、ミムズは専業のライターになることを考え始めていた。ソロモンはミムズに雑誌出版ビジネスについて説明し、ミムズが『ポピュラーエレクトロニクス』誌に記事を掲載するのを助けた。ミムズは他の雑誌にも執筆した。『ラジオ＝エレクトロニクス』1972年6月号の表紙には、彼が執筆した「32ドルの固体レーザーによる実験」という記事が掲載された。1975年10月、ミムズは『ポピュラーエレクトロニクス』誌の編集者のアート・サルスバーグに頼んで「実験者のコーナー」という月刊コラムの連載を始めた。その後、「今月のプロジェクト」と「固体素子の開発」という2つのコラムが追加された。ミムズは、1985年4月に休刊になるまでこの雑誌に執筆を続けた。一方、サルスバーグは別の趣味雑誌『モダンエレクトロニクス』を創刊しており、ミムズはこちらでも月刊コラムを執筆し、寄稿編集者を務めていた。
1970年代には、抵抗器、コンデンサ、トランジスタ、集積回路などの電子部品が一般的になり、簡単な工具で面白い電子工作を自宅で作ることができるようになった。家電販売店チェーンのラジオシャックでは、その店で販売されている部品を使って組み立てられる電子工作を紹介する本を販売していた。1972年、ミムズはラジオシャックのために、電子工作の本を2冊執筆した。
彼の本は、ホビイストにも理解してもらえるように手書きの回路図が入っており、後には手書き文字による説明も入るようになった。このスタイルは人気が高く、ラジオシャック社は1972年から2003年の間に36冊の執筆を依頼した。Understanding Digital Computersは10万部以上売れた。手書き文字の入った本は合計で700万部以上売れ、その中でも最も売れたのは、130万部売れて現在でも刊行されているGetting Started in Electronics（邦訳題『エレクトロニクスをはじめよう』）だった。
1990年代になると、部品が小さくなり、安価なツールで電子機器を組み立てることが難しくなった。電子キットや実験への関心は低下し、2003年にラジオシャック社は電子工作に関する本や電子部品の販売を縮小した。ミムズはラジオシャックの電子工作キットを3つ開発し、その組み立てマニュアルを執筆した。
ミムズはまた、幅広いジャンルの一般誌や技術誌にも記事を執筆している。テキサス州シギーンの新聞『シギーン・ガゼット』に1999年から2016年まで週刊科学コラム849本を執筆し、その多くは『サンアントニオ・エクスプレス・ニュース』に「The Country Scientist」という見出しで掲載されている。
1990年代に入ると、彼は本格的な科学活動を始め、大気科学についての記事を書くようになった。『サイエンティフィック・アメリカン』誌の「アマチュア・サイエンティスト」に掲載されたコラム（"How to Monitor Ultraviolet Radiation from the Sun"、1990年8月）から始まる、自作の装置を使った太陽紫外線と地球のオゾン層の測定についての記事を執筆した。気象衛星「ニンバス7号」によって回収されたオゾンの変動を発見したことで、『ネイチャー』誌に初の論文を発表した(F. M. Mims III, Satellite Monitoring Error, Nature 361, 505, 1993)。彼の科学論文は、Nature, Science, Applied Optics, Geophysical Research Letters, Journal of Geophysical Research, Bulletin of the American Meteorological Society, Photochemistry and Photobiology, EOS and Research Bulletin of the American Foundation for the Blindなどの主要な査読付き論文誌に20本以上掲載されている。
1992年から毎年ハワイのマウナロア観測所を訪れ、大気観測機器の校正を行っていたため、アメリカ海洋大気庁はミムズにマウナロア観測所での大気観測についての本の執筆を依頼した。これは、2012年にハワイ大学出版局からHawaii's Mauna Loa Observatory: Fifty Years of Monitoring the Atmosphere（ハワイのマウナロア観測所: 大気観測の50年）として出版された。

### アタリ・パンク・コンソール
英語版リンク

## 大気観測

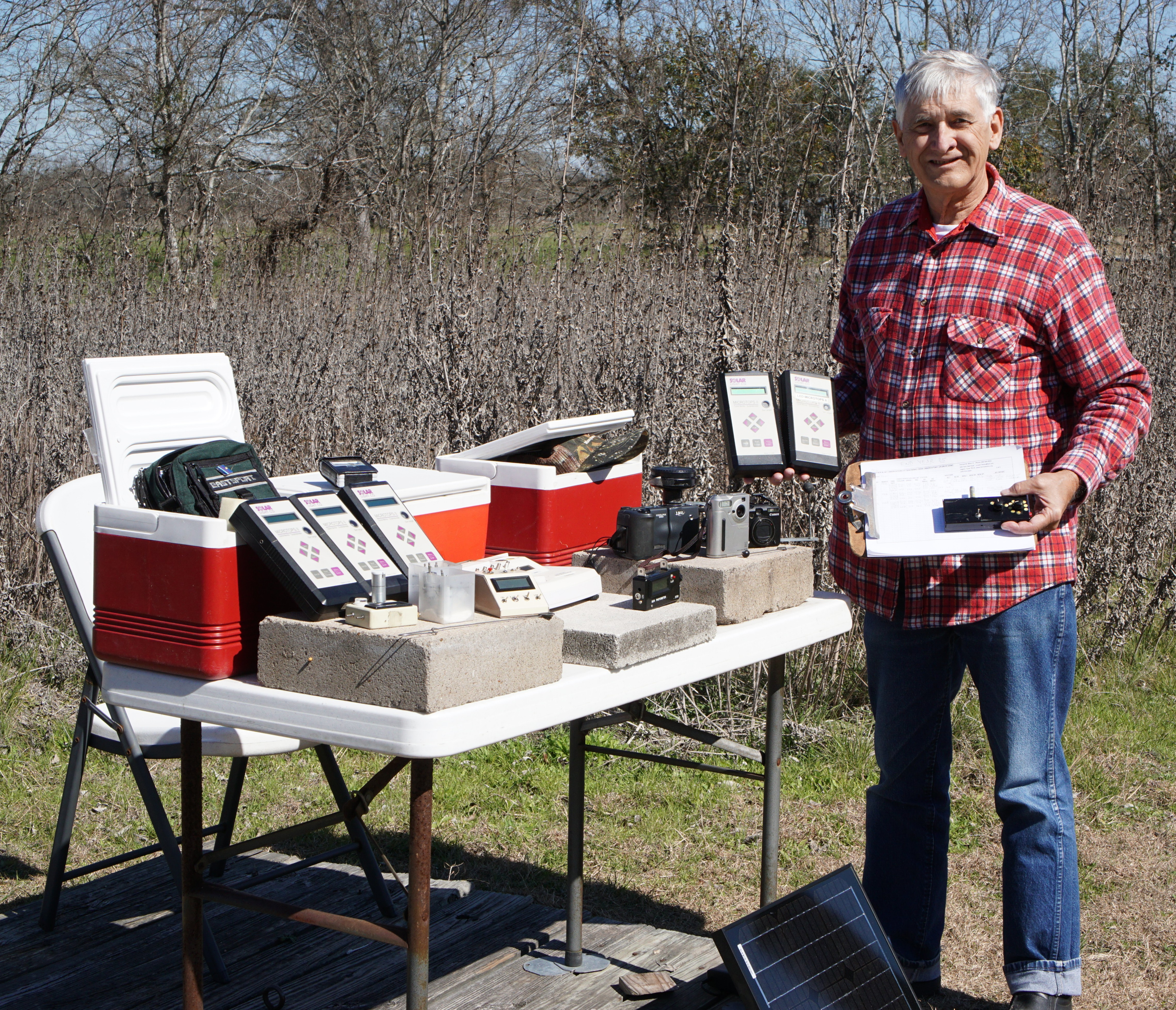
フォレスト・ミムズの大気測定25周年記念（1990年 - 2016年）

30年以上にわたり、ミムズは正確で詳細な大気測定を行ってきた。その中には、オゾン層、薄霧（エアロゾルの光学的深さ）、全水蒸気量の測定などが含まれている。
1988年5月、ミムズは自作の装置を使ってUV-B測定の実験を始めた。1989年、ミムズはオゾンを観測するための初のオゾン全量ポータブル分光計(TOPS)と、薄霧と水蒸気を測定する装置を設計・製作した。オゾン全量ポータブル分光計(TOPS)は1993年にロレックス賞を受賞した。

## 論争

### サイエンティフィック・アメリカン
1988年5月、ミムズは『サイエンティフィック・アメリカン』誌に、新しい執筆者を必要としていたコラム「アマチュア・サイエンティスト」を引き継ぐことを提案する手紙を書いた。同誌は詳細を話し合うためにミムズをニューヨークに呼んだが、編集者は、ミムズが福音派のキリスト教徒であり、ダーウィンの進化論を否定する創造論者であることを知って、考えを改めた。結局同誌は、ミムズに執筆を依頼した3本のコラムのみを掲載することに同意した。
『ワシントン・ポスト』紙によると、ミムズがアメリカ科学振興協会(AAAS)に訴えた後、AAASの科学的自由と責任に関する委員会の委員長であるシェルドン・クリムスキーは、手紙の中で次のように答えている。「ミムズ、そして間接的にはサイエンティフィック・アメリカンは、『たとえある人が宗教に由来する信念を持っていて、それが科学界で一般的に行われている見解と矛盾していたとしても、その信念が論文に反映されていない限り、その信念が科学論文の出版の決定に影響を与えるべきではない』と述べている。」アメリカ自由人権協会(ACLU)テキサス支部はミムズの訴訟を引き受けると申し出たが、ミムズはこれを拒否した。

### エリック・ピアンカ
2006年、ミムズは、科学者エリック・ピアンカの2006年3月3日の講演に懸念を表明した。この講演は、テキサス科学アカデミーの第109回年次総会で行われたもので、テキサス州ボーモントのラマー大学が主催した。ミムズは、この講演でピアンカが、遺伝子的に強化されたエボラウイルスを用いて、人類の最大90%の人口を絶滅させることを目標とするジェノサイドを提唱したと主張している。ピアンカは、ミムズの発言は文脈から外れており、この講演では、現在の人間の人口の傾向が続いた場合にどうなるかを生物学的な原理だけで説明していたものであり、ジェノサイドを提唱しているわけではないと述べている。

### ピアンカとの論争関連
- PZ Myers comments on Pianka v. Mims  on Pharyngula.
- Commentary on the Mims and Pianka controversy by James Redford.